# Акулин, Михаил Иванович
Михаил Иванович Акулин (26 сентября (8 октября) 1898 — 7 апреля 1951) — советский военный, государственный и политический деятель, вице-адмирал (03.06.1946).

## Биография
Родился 8 октября 1898 года в с. Царёвка Царевской волости Кирсановского уезда Тамбовской губернии Российской империи (ныне Умётский район Тамбовской области).
Первая мировая война
В 1916 году окончил Тамбовскую гимназию, после чего был зачислен в Российский императорский флот. Служил матросом Балтийского флотского экипажа, затем младшим офицером Абовского флотского полуэкипажа, старший офицер Або-Алданского укрепленного района. Участвовал в Первой мировой войне. В 1917 г. закончил школу мичманов берегового состава в Петергофе, после чего ему было присвоено звание мичман.
Гражданская война в России
После Октябрьское революции продолжал службу на прежней должности до демобилизации в запас в мае 1918 года. Призван 15 марта 1919 года краснофлотцем в Морские силы Республики. Участвовал в Гражданской войне в России, воевал против войск генерала Миллера. Служил младшим флагманским секретарем штаба Онежской военной флотилии. С мая 1919 г. начальник распределительной части флотилии. С марта 1920 г. помощник флагманского минера флотилии. С апреля 1920 г. флагманский секретарь штаба ЧК в Мурманске. С мая 1920 г. помощник командира Мурманского порта по строевой части. С июля 1920 г. начальник распределительной части штаба действующего отряда судов Черноморского флота. С мая 1921 г. начальник строевого управления штаба Западного сектора Морских сил Черного моря. С июля 1921 г. начальник распределительной части штаба старшего морского начальника Морских сил Черного моря. С октября 1921 г. начальник распорядительной части, начальник административного отделения, начальник оперативной части Николаевского военного порта.
Межвоенный период
После окончания Гражданской войны служил начальником организационной части штаба Морских сил Республики, затем был начальником отделения положений и штатов, секретарем начальника оперативного управления, для поручений того же управления штаба Морских сил Республики. С января 1925 г. вахтенный начальник минного заградителя «Марти». С октября 1925 г. по февраль 1927 г. обучался в артиллерийских классах Специальных курсов командного состава ВМС РККА, после окончания которых направлен артиллеристом эскадренного миноносца «Фрунзе». С октября 1929 г. по октябрь 1932 г. слушатель артиллерийского отдела факультета военно-морского оружия Военно-морской академии им. К. Е. Ворошилова, после окончания которой служил флагманским артиллеристом бригады крейсеров Морских сил Черного моря. В ноябре 1933 г. переведен на аналогичную должность штаба Морских сил Дальнего Востока. С августа 1937 г. заместитель начальника Управления вооружения Управления Морских сил РККА. С января 1938 г. заместитель начальника Управления вооружения и снабжения боеприпасами РККФ. С сентября 1939 г. заместитель начальника Артиллерийского управления по опытным образцам и валовым закупкам. В сентябре-декабре 1939 г. и в феврале-мае 1940 г. был в составе правительственной комиссии под руководством И. Ф. Тевосяна в Германии, где посетил крупные судостроительные и артиллерийские заводы для оформления поставок вооружения нашему флоту. В 1941 г. вступил в ВКП(б).
Великая Отечественная война
С первого дня Великой Отечественной войны начальник Артиллерийского управления ВМФ СССР. С марта 1942 г. заместитель председателя государственной закупочной комиссии СССР в США, где руководил отделом морских заказов, приемом военных кораблей и торговых судов, осуществлял контроль за организацией их перехода в СССР. С августа 1944 г. начальник Военно-морской академии кораблестроения и вооружения им. А.Н. Крылова. Провел значительную работу по созданию и укреплению академии, подбору профессорско-преподавательского состава.
Послевоенная служба
С февраля 1947 г. заместитель начальника Военно-морской академии кораблестроения и вооружения им. А.Н. Крылова. С ноября 1947 г. начальник научно-технического комитета ВМС СССР. С 17 января 1948 г. был представителем ВМС в Комитете по Сталинским премиям в области науки и изобретений. С октября 1950 г. по февраль 1951 г. находился на длительном лечении.
Умер в Москве 7 апреля 1951 года. Похоронен на Ваганьковском кладбище.

## Воинские звания
Капитан 1 ранга — 13.03.1938
Контр-адмирал — 04.06.1940
Вице-адмирал — 05.07.1946

## Награды
Орден Ленина (1935, 1944, 1945);
Орден Красного знамени (1942, 1944, 1949);
Орден Отечественной войны I степени (1945)
Медаль «XX лет РККА» (1938);
Медаль «За оборону Москвы»;
Медаль «За победу над Германией в Великой Отечественной войне 1941—1945 гг.» (1945);
Медаль «За победу над Японией» (1946).